# Los chicos de la banda (película)
The Boys in the Band (en España, Los chicos de la banda) es una película estadounidense de género comedia dramática, dirigida por William Friedkin en 1970. Está basada en la obra de teatro homónima de Mart Crowley estrenada en Broadway en abril de 1968. En ambas ocasiones se utilizó al mismo elenco de actores y es considerado uno de los primeros ejemplos de cine comercial producido en Estados Unidos en mostrar abiertamente la temática homosexual.
La película obtuvo nominaciones en los premios Globo de Oro y Golden Laurel.

## Argumento
En un apartamento de Manhattan en 1968, Michael, un católico romano, alcohólico en recuperación, y actor con empleo esporádico, organiza una fiesta de cumpleaños para su amigo Harold. El mejor amigo de Michael, Donald, llega temprano porque se canceló una sesión de terapia y ayuda a Michael a prepararse. Donald observa que Michael no ha estado bebiendo en las últimas cinco semanas, y Michael dice que dejó de beber y fumar porque sus malos hábitos lo dejan en un círculo vicioso. Alan, el excompañero de cuarto de la universidad de Michael, llama con una necesidad urgente de ver a Michael. Michael acepta a regañadientes y lo invita a su casa.
Uno por uno, los invitados llegan. Emory es diseñador de interiores. Hank, un maestro de escuela a punto de divorciarse, y Larry, un fotógrafo de moda, son una pareja cuya relación está en crisis y lucha por la monogamia. Bernard es empleado de una librería. "Cowboy", un joven prostituto y el "regalo" de Emory para Harold, llega. Michael advierte a sus invitados que Alan es un conservador heterosexual y tenso, que desconoce la orientación sexual de Michael, y les pide que sean discretos en su comportamiento.
Alan llama otra vez para informarle a Michael que no vendrá después de todo, y la fiesta continúa. Sin embargo, Alan llega inesperadamente, encuentra a Michael y sus amigos bailando en línea "Heat Wave", y causa un caos en la reunión. Alan se lleva bien con Hank, a quien confunde con un heterosexual, y muestra incomodidad hacia el comportamiento extravagante y afeminado de Emory. Michael lleva a Alan a su dormitorio para hablar sobre la conversación urgente de él, pero Alan esquiva sus preguntas.
Mientras la tensión aumenta, Alan baja del dormitorio y anuncia que se va. Alan empieza a hacer comentarios homofobos contra Emory, el más afeminado de los presentes, lo que provoca un enfrentamiento. Emory lo regaña por sentirse atraído por Hank, lo que hace que Alan le dé un puñetazo a Emory y lo llame "maricón". Durante el caos que sigue, Harold hace su aparición. En medio de la pelea, Michael comienza a beber y fumar de nuevo y se vuelve abusivo. Mientras los invitados se emborrachan cada vez más, comienzan a aflorar resentimientos ocultos.
Mientras Hank ayuda a Alan, que está vomitando, al baño, Michael y Harold intercambian insultos sobre la inseguridad obsesiva de Harold acerca de su apariencia y la irresponsabilidad financiera de Michael. Emory saca la torta de cumpleaños de Harold y los regalos. El regalo de cumpleaños de Emory es una velada con Cowboy, el  prostituto. Michael le da a Harold una foto de sí mismo, con una inscripción que Harold mantiene en privado cuando le preguntan qué dice. Conmovido, le agradece a Michael por el regalo.
Alan intenta irse nuevamente, pero Michael lo detiene y dice que ya se habría ido si realmente hubiera querido. Michael propone jugar a un juego, en el que los miembros del grupo, por turno, tendrán que superar tres pruebas: llamar por teléfono a quien hubiera sido el «amor de su vida», identificarse y confesarle su amor. El juego tiene como objetivo sacar del armario a Alan. Bernard intenta llamar al hijo del empleador de su madre, con quien tuvo un encuentro sexual cuando era adolescente. Emory llama a un dentista del que se había enamorado mientras estaba en la escuela secundaria. Ambos se arrepienten de las llamadas telefónicas. Después de discutir sobre las dudas de Hank sobre si el infiel Larry lo elegirá, Hank y Larry se llaman entre sí a través de dos líneas telefónicas en el apartamento. Harold y Donald se niegan a jugar.
Michael cree que Alan es un homosexual encubierto quien había tenido relaciones secretas con Justin, otro amigo universitario. Sospecha que Alan ha dejado a su esposa por sentimientos conflictivos que no quiere reconocer. Pero su plan de delatar a Alan con el juego fracasa cuando Alan llama a su esposa, no a Justin, y se marcha para volver a ella.
Harold le informa a Michael que, a pesar de sus deseos de cambiar, siempre será un homosexual que se odia a sí mismo. Harold se va, llevándose a Cowboy y sus regalos, pero se detiene para decirle a Michael: "Te llamaré mañana". Emory se va con un angustiado Bernard, prometiéndole que lo pondrá sobrio de camino a casa.
Michael se derrumba y solloza en los brazos de Donald, deseando "si pudiéramos no odiarnos tanto". Donald consuela a Michael, diciendo que su desesperación actual es una señal de que está consciente de que podría trabajar para mejorar su vida. Donald le pregunta si alguna vez supo lo que Alan quería confiarle, pero Michael responde que Alan nunca le dijo por qué había dejado a su esposa. Michael se va a asistir a la misa de medianoche con la seguridad de que verá a Donald el próximo sábado.

## Reparto
- Kenneth Nelson - Michael
- Frederick Combs - Donald
- Cliff Gorman - Emory
- Leonard Frey - Harold
- Peter White - Alan
- Laurence Luckinbill - Hank
- Keith Prentice - Larry
- Reuben Greene - Bernard
- Robert La Tourneaux - Cowboy Tex, el chapero

## Recepción
La película obtiene valoraciones positivas en los portales de información cinematográfica. En IMDb, con 3.875 valoraciones, obtiene una puntuación de 7,6 sobre 10. En FilmAffinity tiene una valoración de 6,8 sobre 10 basada en 442 puntuaciones.

"Viéndola me recordaba a Un dios salvaje, de Roman Polanski: una película con grandes actores y muy bien dirigida, para que gracias a la planificación y la puesta en escena puedan sacar el máximo partido al espacio reducido donde se desarrolla la acción (la variedad de planos y cómo se mueven los actores es excelente), pero que mantiene las reglas del teatro, lo que hace que la trama resulte muy forzaba en varias ocasiones. En el teatro te puedes creer que personajes no abandonen la escena, o que hablen de cosas muy íntimas sin resultar forzado, porque es la forma de dar información al espectador y de hacer avanzar la trama, pero en el cine esos dos aspectos tienes que justificarlos mucho para que funcionen."
Carlos del Río (2013) 

## Premios y nominaciones
Premios Globo de Oro 1971
- Nominado: Mejor Actor Revelación - Kenneth Nelson

Premios Golden Laurel 1971
- Nominado: Mejor Actor Revelación - Cliff Gorman
- Nominado: Mejor Actor Revelación - Leonard Frey